# Das Restaurant am Ende des Universums: Laba-Porridge
Das Restaurant am Ende des Universums: Laba-Porridge (chinesisch 宇宙盡頭的餐廳：臘八粥 / 宇宙尽头的餐馆：腊八粥, Pinyin Yǔzhòu jìntóu de cānguǎn: Làbāzhōu) ist eine Science-Fiction-Kurzgeschichte der chinesischen Schriftstellerin Anna Wu, zuerst veröffentlicht im Mai 2014. Eine deutsche Übersetzung von Lukas Dubro, Felix Meyer zu Venne und Chong Shen erschien am 9. März 2020 in der Anthologie Zerbrochene Sterne, herausgegeben vom Heyne Verlag.

## Handlung
Im Restaurant am Ende des Universums, geführt von einem Vater und seiner Tochter aus China, gibt es für jede erzählte Geschichte, die dem Hausherren gefällt, eine kostenlose Mahlzeit. Ein Gast erzählt die Geschichte von Ah Chen, welcher versuchen will, ein erstklassiger Schriftsteller zu werden und sich dafür Erinnerung von fünf anderen Menschen aus anderen Universen hinunterläd. Alles bleibt jedoch im Gleichgewicht und Ah Chen verliert daher die Fähigkeit zur Liebe für seine Frau Ci, wodurch sie an gebrochenem Herzen stirbt. Ah Chen sieht in seinem Geiste das Abbild des fünften Menschen, dessen Erinnerungen er besorgte und welcher ihm rät, was einen erstklassigen Schriftsteller wirklich auszeichnet. Es ist der Besitzer des Restaurants am Ende des Universums, welcher gerade eine Portion Laba-Porridge serviert, wie Ci es stets für Ah Chen tat. Ah Chen veröffentlicht daraufhin eine Geschichte, die auf den Tagebüchern von Ci basiert.

## Hintergrund
Das Restaurant am Ende des Universums stammt aus dem gleichnamigen zweiten Teil Das Restaurant am Ende des Universums der Romanreihe Per Anhalter durch die Galaxis von Douglas Adams, welcher darin ein gleichnamiger Reiseratgeber ist und in der Kurzgeschichte ebenfalls erwähnt wird. Das deutet an, dass die Kurzgeschichte im gleichen Universum angesiedelt ist. Die ebenfalls erwähnten „Drei-Körper-Menschen, so groß wie eine Streichholzschachtel vom System Alpha Centauri“ sind eine Referenz auf die Trisolarier (im chinesischen Original 三体人, Pinyin sāntǐrén, wörtlich „Drei-Körper-Mensch“) aus der Trisolaris-Trilogie von Liu Cixin, deren Größe jedoch darin nicht erwähnt wird. Die semikanonische Fortsetzung Botschafter der Sterne von Baoshu gibt zudem eine andere Antwort auf deren Größe.

## Kritik
Anjie Zheng schreibt in Words Without Borders, dass die Kurzgeschichte mit Brainbox von Regina Kanyu Wang zu ihren beiden Lieblingsgeschichten in Zerbrochene Sterne gehört.